# 福冈县青少年保护育成条例事件
福冈县青少年保护育成条例事件（日语：福岡県青少年保護育成条例事件/ふくおかけんせいしょうねんほごいくせいじけん）是关于青少年保护育成条例中规定的淫行条款（淫行条例）是否违反了日本国宪法第31条的罪刑法定主义的宪法诉讼。

## 概述
1981年7月13日下午3时左右，26岁的餐馆男员工X与16岁的女性Y在福冈县的酒店客房内发生性关系，尽管知道对方未满18岁，因此被起诉违反了对18岁以下青少年实施淫行的刑事处罚规定——青少年保护育成条例（淫行条例）。X在1981年3月下旬首次与刚从初中毕业的Y见面，并邀请她开车到海边停车，突然对她说：“你愿意成为我的女人吗？”并发生了性行为。此后，X与Y至少发生了15次以上的性关系，主要发生在车内或X的家里，两人相见时几乎总是以性交结束，没有谈论结婚等话题，1981年7月13日的事件也是如此，之后两人还发生了五六次性关系。
1981年12月14日，小仓简易法院在未对被告的辩护作出判断的情况下，判处其罚金5万日元的有罪判决。被告方提出上诉，1982年3月29日，福冈高等法院裁定：“考虑到青少年心身未成熟，淫行往往对其造成不良影响，因此地方自治体根据地区实际情况在条例中禁止并处罚青少年淫行是合理的”，并驳回了上诉。被告方则表示：“淫行的概念不明确，违反了规定刑事处罚明确化的日本国宪法第31条”，并且提出“民法中女性的婚姻年龄为16岁，因此将18岁以下的禁止规定视为年龄上的不公正差别”，并提出上诉。
1985年10月23日，日本最高法院大法庭裁定，针对18岁以下青少年实施淫行的青少年保护育成条例（淫行条例）规定，“根据普通社会通念”，仅当对青少年实施“不当手段的性行为”或仅为“满足自己的性欲而进行的性行为”时，才可视为“淫行”进行处罚。法院裁定该条例不违反日本国宪法第31条，因此判决合宪，驳回上诉，最终确认被告有罪。该判决为15名法官中的12名法官所支持，牧圭次和长岛敦提出补充意见，认为“淫行”条款缺乏明确性，应作无罪判决；伊藤正己、谷口正孝和岛谷六郎三名法官持反对意见。

## 书目
- 清水英夫; 秋吉健次 (编). . 三省堂. 1992-07. ASIN 4385313342. ISBN 4-385-31334-2. OCLC 674430271. doi:10.11501/13103664.
- 藤井诚二. . 现代人文社. 1997-12. ASIN 4906531393. ISBN 4-906531-39-3. OCLC 676232328. 已忽略未知参数|ncid= (帮助)
- . 判例实践 补充版. 信山社. 2014-06-30. ASIN 4797226366. ISBN 978-4-7972-2636-2. OCLC 1183152206. 已忽略未知参数|和editor= (帮助)
- 柏崎敏义; 加藤一彦 (编). . 敬文堂. 2013-04. ASIN 4767001978. ISBN 978-4-7670-0197-5. OCLC 847715306.
- 初宿正典 (编).  第8版. 有斐阁. 2018-04. ASIN 4641227454. ISBN 978-4-641-22745-3. OCLC 1031119363. 已忽略未知参数|和editor1= (帮助); Editors list列表缺少|last1= (帮助)
- 永田宪史. . 佐藤幸治; 土井真一  (编). . 判例讲义 2. 悠悠社. 2010-04-01. ASIN 4862420133. ISBN 978-4-86242-013-8. OCLC 836288002. doi:10.32286/00026096. 已忽略未知参数|volume-title= (帮助)
- 长谷部恭男; 石川健治; 宍户常寿 (编). . 别册法学者 2 第7版. 有斐阁. 2019-11-29. ASIN 464111546X. ISBN 978-4-641-11546-0. OCLC 1130124943.